# Betsys Beach
Betsys Beach – plaża (beach) w kanadyjskiej prowincji Nowa Szkocja, w hrabstwie Guysborough, na południowy wschód od miejscowości Canso (45°19′16″N, 60°57′49″W); nazwa urzędowo zatwierdzona 7 maja 1976.